# В зоната на специално внимание
В зоната на специално внимание (на руски: В зоне особого внимания)е съветски екшън филм от 1977 г. на режисьора Андрей Малюков. Първата част от дилогията за учението на съветските парашутисти, продължена от филма "Обратен ход".

## Сюжет
Внимание:  Текстът по-долу разкрива сюжета на произведението (или части от него)!
Подготвят се мащабни военни учения, в които ще се срещнат условни противници – „Южен” и „Северен”. Командирът на гвардейския парашутен полк "Юг" изпраща три разузнавателно-диверсионни групи в "Северния" тил за идентифициране и улавяне на маскиран команден пункт (ККП). Срокът е два дни. Скаутите изпълняват задачи в условия, максимално близки до бойните. Двете групи бяха неутрализирани почти веднага от контраразузнаването на условния противник. Третият, воден от младия лейтенант Тарасов, успява да се откъсне от преследвачите.
Работата на скаутите се усложнява от конфликта, който назрява в групата на Тарасов. Неговият партньор мичман Волентир, опитен и уважаван човек в полка, е донякъде обиден от факта, че е заменен като командир на разузнавателния взвод от невъоръжен Тарасов. На самоуверения и амбициозен Тарасов му се струва, че Волентир подкопава авторитета си на командир пред войниците. 
По време на учебно-бойната задача групата неутрализира въоръжени рецидивисти, избягали от затвора и извършили ново тежко престъпление. Избягвайки многобройните капани на "Север", парашутистите в последния момент откриват прикрития команден пункт на хипотетичния враг и предават координатите му на своето командване, като по този начин изпълняват задачата.
След два дни Волентир и Тарасов научават истинската стойност един на друг: Тарасов вижда в прапорщика отдаден боец и надежден другар, а Волентир разпознава таланта на младия лейтенант като командир и разузнавач.

## Снимачен екип

### Създатели
- Режисьор на продукцията: Андрей Малюков
- Автор на сценария: Евгений Месяцев
- Оператор: Игор Богданов
- Художник: Съвет Ахоян
- Композитор: Марк Минков
- Текст на песента: Игор Шаферан

### Актьори
- Борис Галкин — лейтенант от "Южната" гвардия Виктор Павлович Тарасов
- Михай Волонтир - гвардейски прапорщик "Южен" Александър Иванович Волентир (озвучен от Микола Губенко)
- Сергей Волкош - гвардеец редник "Южен" Олексий Егоров - боец от групата на Тарасов
- Игор Иванов - сержант от гвардията "Юг" Пугачов - радист на групата Тарасов
- Анатолий Кузнецов е началник на контраразузнаването на "Север" майор Генадий Семенович Морошкин
- Александър Пятков - капитан на "Северен" Зуев ("Зуич")
- Владимир Замански - полковник, командир на полка "Южен".
- Олег Голубицкий  — подполковник от „Южен“ Олег Борисович
- Борис Бачурин е лейтенант от "Южната" гвардия Пахомов
- Михаил Чигарев е гвардеен старши лейтенант от "Южен" Кириков
- Анатолий Веденкин е прапорщикът на "Северен" в кола, пленена от парашутисти
- Иван Агафонов е полицай
- Олена Кузмина е продавачка в магазин
- Микола Крюков е стар лесовъд, дядо на Пугачов
- Олена Циплакова е внучката на лесовъда Настя
- Михаил Кокшенов е дежурен майор в гвардейския полк "Южен" Смолин.
- Сергей Пидгорни е сержант-шофьор в магазина
- Юрий Чернов — член на „Северен”

## Награди
- 1977 - Главна награда за режисура (А. Малюков). Фестивал на младите режисьори на студиото Мосфилм
- 1978 - Главната награда за филма. Фестивал на младите кинематографисти в Москва, посветен на 60-годишнината на Комсомола
- 1978 г. - Сребърен медал на името на Александър Довженко (наградени са сценарист Е. Месяцев, режисьор А. Малюков, оператор И. Богданов, актьори Б. Галкин и М. Волонтир)
- 1980 г. - Държавна награда на RSFSR на името на братя Василиеви (същата, но без Б. Галкин)

## Песни във филма
Във филма се изпълняват Песен на парашутистите (на руски: „Песня десантников“)